# Мемориал Беркли
Мемориал Беркли находится на The Circus в Бастере, Сент-Китс и Невис. Мемориал включает в себя питьевой фонтан и часы. На нём четыре циферблата, каждый из которых обращён к одной из четырёх улиц, ведущих к цирку. Он был построен в честь почте́нного лейтенанта Томаса Беркли Хардтмана Беркли, бывшего президента Генерального законодательного совета в 1880-х года.

## История

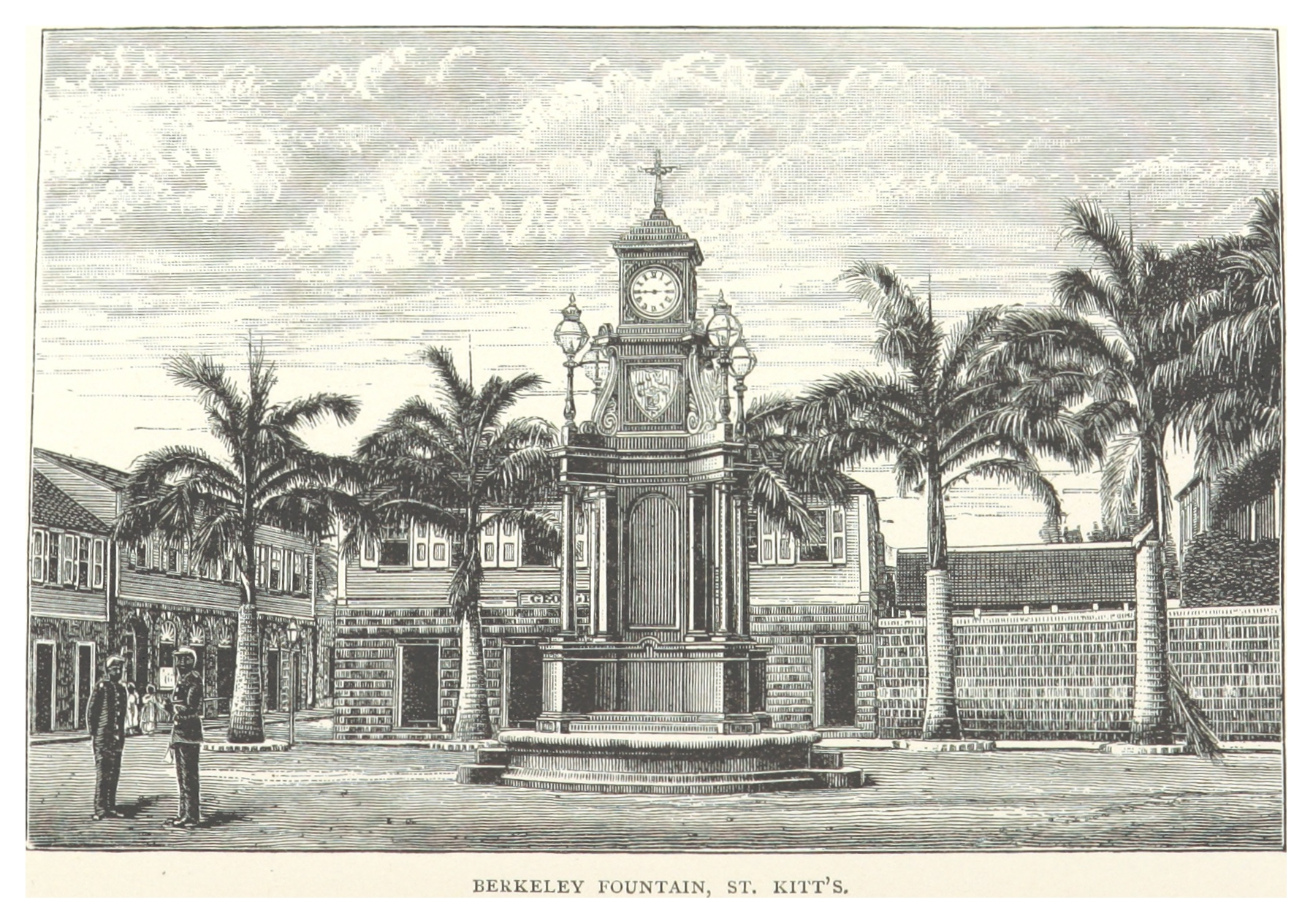
Фонтан Беркли (1885), Бастер, Сент-Китс и Невис

The Circus является центром Бастера. Цирк обязан своим происхождением пожару, который уничтожил Бастер 4 июля 1867 года. Весь город к востоку от Западной площади был опустошён. Неэффективность пожарной службы была, по крайней мере частично, ответственна за масштабы катастрофы. Когда Бастер был перестроен, было решено облегчить навигацию по улицам пожарной машины. Среди новых аранжировок было расширение Форт-стрит и укладка цирка. В 1883 году в его центре был установлен мемориал лейтенанту Томасу Беркли. Поскольку он содержал питьевой фонтан и часы, и он был установлен на платформе, которая быстро стала зоной отдыха, мемориал поощрял сбор людей в цирке. Питьевой фонтанчик был изготовлен под названием «Питьевой фонтанчик номер 1» на заводе «Sun Foundry» в Глазго, Шотландия. Второй изготовленный экземпляр не сохранился. 100-летие Мемориала Беркли отмечалось в 1983 году, в том же году, когда Сент-Китс обрел независимость. Долгое время не представлялось возможным поддерживать часы в надлежащем состоянии. В 2018 году Отдел городского развития (Министерство общественной инфраструктуры и городского развития) смог реализовать новый проект городского развития с помощью американского инженера Дж. Б. Леймана и его жены Таннис Лейман, отремонтировавших часы. Четыре циферблата часов являются репликой часов Биг-Бена, расположенных в Лондоне, Англия.

## Филателия
В 1992 году была опубликована марка с изображением памятника. Это часть серии из четырёх марок, изображающих достопримечательности Сент-Китса и Невиса.

## Архитектура
Сооружение содержит часы и питьевой фонтан. Оно было спроектировано и построено компанией из Глазго George Smith and Co. Литейный завод изготовил ещё два подобных сооружения, но только одно из них, Сен-Кристоф, сохранилось. Он представляет собой четырехсторонний кованый питьевой фонтанчик с часами. У часов, как и у фонтана, четыре циферблата, каждый из которых обращен на улицу, ведущую к площади. Памятник стоит на круглом основании и имеет изменённую восьмиугольную (крестообразную) форму. Это значит, что имеется четыре отсека, в каждом из которых находится раковина. За прошедшие годы памятник был окрашен в различные цвета: красный, коричневый и зелёный. Центральная колонна простирается на пять уровней, которые разделены акротериями и карнизами. Верхние уровни дополнительно поддерживаются четырьмя колоннами, заканчивающимися фонарями. Арки создают пространство для памятной надписи и изначально имели люнеты с барометром и термометром. Наверху установлен флюгер. На северной стороне установлен герб, а у основания виден знак «Sun Foundry». На южной стороне находится раковина с краном и надписью:
МЕМОРИАЛ
БЕРКЛИ
ЭТОТ
ПИТЬЕВОЙ ФОНТАН
был возведён Земляками и Личными Друзьями покойного Томаса Беркли Хардтмана Беркли, Компаньона наиболее выдающегося ордена Святого Михаила и Георгия, и президента Законодательного совета Подветренных островов, в знак признания многих ценных услуг, которые он оказал этому своему Родному острову в качестве плантатора, политика и гражданина. Его Стерлинговские качества, его любовь к этому острову и его глубокий интерес к благополучию страны в целом дают ему право на Мемориал, с помощью которого его память будет сохранена и увековечена.
Сент-Киттс.
Январь, 1888.